# Плесберг
Плесберг (нім. Plößberg) — громада в Німеччині, розташована в землі Баварія. Підпорядковується адміністративному округу Верхній Пфальц. Входить до складу району Тіршенройт.
Площа — 74,10 км2. Населення становить 3205 ос. (станом на 31 грудня 2020).